# Ren Shibamoto
Ren Shibamoto (født 22. juli 1999) er en japansk fodboldspiller, som spiller for den japanske fodboldklub Gamba Osaka.